# Anicuns (tiểu vùng)
Anicuns là một tiểu vùng thuộc bang Goiás, Brasil. Tiều vùng này có diện tích 5465 km², dân số năm 2007 là 101621 người.